# Leger van de Drie Garantiën

De vlag van het Leger, dat als basis diende voor de latere Mexicaanse vlag

Het Leger van de Drie Garantiën (Spaans: Ejército Trigarante of Ejército de las Tres Garantias) was een leger dat ontstond nadat de Spaanse aanvoerder Agustín de Iturbide zijn leger voegde bij dat van de rebellen Guadalupe Victoria en Vicente Guerrero tijdens de Mexicaanse Onafhankelijkheidsoorlog.
Dit leger werd gevormd op 24 februari 1821, na het ondertekenen van het plan van Iguala. Iturbide, Guerrero en Victoria beloofden zich in te zetten voor de drie garantiën: het Rooms-katholicisme, de onafhankelijkheid van Mexico en gelijkheid voor alle bevolkingsgroepen in het land. Deze garantiën werden uitgebeeld door de kleuren groen voor de onafhankelijkheid, wit voor het Rooms-katholicisme en rood voor de gelijkheid, waarmee de vlag van Mexico ontstond.
Het Leger wist al snel de overgebleven royalistische troepen te verslaan, zodat Iturbide en de Spaanse vicekoning Juan O'Donojú op 24 augustus het Verdrag van Córdoba tekenden, waarbij de Mexicaanse onafhankelijkheid erkend werd. Op dat moment bestond het Leger uit  7616 infanteristen, 7755 cavaleristen en 763 artilleristen met 68 kanonnen.  Op 27 September 1821 trok het leger op een feestelijke en ceremoniële manier Mexico-Stad in waarmee de onafhankelijkheid van Mexico een feit was.

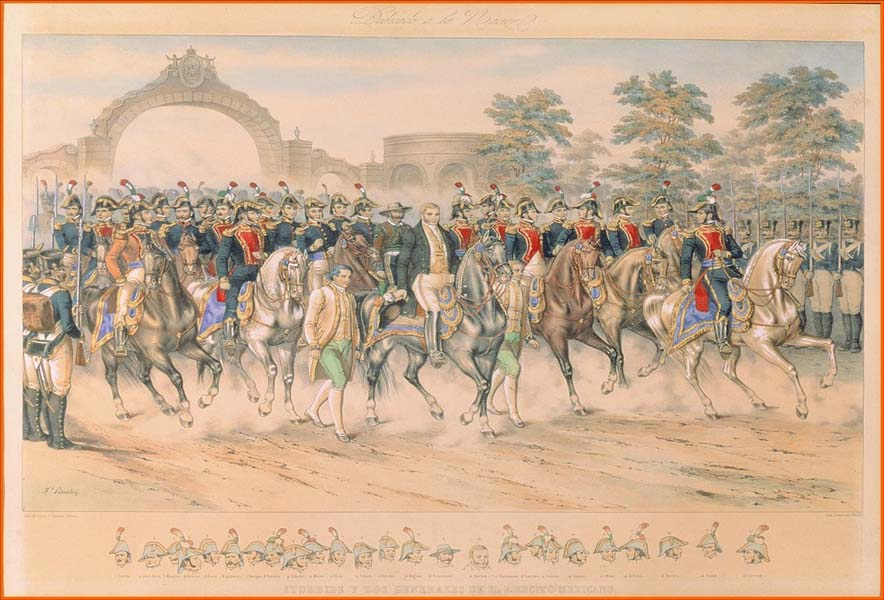
Het leger van de Drie Garantiën onder leiding van Agustín de Iturbide trekt Mexico-Stad in op 27 September 1821

Het schilderij van Ferdinand Bastin, hierboven afgebeeld, toont de belangrijkste generaals van het leger op de voorste rij. Velen van hen werden politieke leiders van het onafhankelijke Mexico. De balk onder het schilderij is de legenda. Van links naar rechts: 1: Toribio Cortina, 2: Antonio López de Santa Anna, 3: Melchor Múzquiz, 4: Guadalupe Victoria, 5: Leonardo Bravo, 6: José Antonio de Echávarri, 7: Miguel Barragán, 8: Vicente Valencia, 9: José Morán y del Villar, 10:Laureano José Terán, 11: Vicente Filisola, 12: Mariano Paredes y Arrillaga, 13: Pedro Celestino Negrete, 14: Agustín de Iturbide, 15: Anastasio Bustamante, 16: Vicente Guerrero, 17:Valentin Canalizo, 18:Juan Aldama y González, 19: Juan José Miñón, 20: Nicolás Bravo, 21: Fray Luis de Herrera, 22: Manuel Rincón, 23: Luis Cortázar Rábago
24 februari, de dag van de oprichting van het leger, is tegenwoordig día de la bandera (dag van de vlag) in Mexico.